# Antonio Puerta Pérez
Antonio José Puerta Pérez (n. 26 noiembrie 1984, Sevilia- 28 august 2007, Sevilia) a fost un fotbalist spaniol.
1. ↑   http://www.pr-inside.com/reports-22-year-old-sevilla-defender-antonio-r211567.htm Lipsește sau este vid: |title= (ajutor)
2. ↑  „Antonio Puerta Pérez”, Gemeinsame Normdatei, accesat în 27 aprilie 2014